# 카페 왕조
카페 왕조(프랑스어: Capétiens)는 987년 위그 카페가 프랑스 왕위에 올랐을 때부터 1792년까지 이어지다가 다시 1814년부터 백일천하를 제외하고 1848년까지 이어진, 프랑크계 귀족 가문인 로베르 왕조의 분가이자 프랑스의 왕조이다. 카페 본가는 1328년 단절되었으나 분가 발루아 왕조와 부르봉 왕조가 본가를 계승했다. 카페 왕조의 혈통을 이어받은 마지막 프랑스 국왕은 루이 필리프 1세이다.
카페 왕조는 중세 유럽에 있어 가장 큰 영향을 준 왕조이다. 카페 왕조는 프랑스를 중심지로 하여 프랑스 왕국, 포르투갈 왕국, 프리슬란트 왕국, 아라곤 왕국, 나바레 왕국, 라틴 제국, 폴란드 왕국, 헝가리 왕국과 신성 로마 제국과 영국의 공국에서 군림하였다.
카페 왕조는 전통적으로 메로빙거 왕조와 카롤링거 왕조의 뒤를 이어 프랑스의 세 번째 왕조(프랑스어: troisième race)를 개창했다고 평가받는다. 그들은 유럽의 다른 국가들을 다스리기도 했다. 더욱이, 모계 후손을 포함한다면 거의 대부분의 유럽 왕조들은 카페 왕조의 후계이다.
프랑스 왕 로베르 2세의 둘째 아들 부르고뉴 공작 로베르 1세를 시조로 한 카페 부르고뉴 가문과 프랑스의 필리프 3세의 서자 에베룩스의 루이 10세를 시조로 하는 나바르 왕국의 카페 에브뢰-나바르 가문 역시 모두 카페 왕가의 일원이었다.
카페(Capet)라는 성씨는 카페왕조의 첫 번째 프랑스 왕인 위그 카페의 아버지 위그 르 그랑으로부터 유래했다. 허나 '카페 왕조(프랑스어: Capétiens)'라는 명칭은 왕가에서 사용했던 공식 명칭이 아니다. 이러한 명칭은 역사가들이 만든 것이다. 위그 카페의 시조 가문인 로베르 왕조(Robertiens) 역시 역사가들이 866년에 죽은 네우스트리아 후작인 로베르 르 포르의 이름을 따서 지은 가문명이다.
역사학자 카를 페르디난트 베르너에 따르면, 카페 왕조는 세상에서 가장 오래된 남성 상속 왕조이다. 로베르 왕조의 두 명의 왕 오도 1세와 로베르투스 1세를 포함해서 888년부터 1848년까지 위그 카페의 가문은 프랑스 왕 36명을 배출했으며, 또한 나폴리와 시칠리아 왕 13명, 스페인 왕 11명, 헝가리 왕 네 명, 폴란드 왕 세 명, 룩셈부르크 대공 두 명, 라틴 제국 황제 세 명과 포르투갈 왕 32명 및 브라질 황제 두 명 (단 이 포르투갈과 브라질의 브라간사 가문은 카페 가문의 서출) 등을 배출하기도 했다.
현재 룩셈부르크 대공 앙리 드 뤽상부르와 스페인 왕 펠리페 6세가 카페 왕가에 속한다.

## 카페 왕조의 기원
|  |  |  |  |  |  |  |  |  |  |  |  |  |  |  |  |  |  |  |  |  |  |  |  |                                                 |                                                 |                                                 |                                                 |                                                 |                                                 |  |  |                                             |                                             |                                             |                                             |                                             |                                             |  |  |                                                  |                                                  |                                                  |                                                  |                                                  |                                                  |  |  |                                      |                                      |                                      |                                      |                                      |                                      |  |  |                                          |                                          |                                          |                                          |                                          |                                          |  |  |                        |                        |                        |                        |                        |                        |  |  |  |  |  |  |  |  |  |  |  |  |  |  |  |  |  |  |  |  |
|  |  |  |  |  |  |  |  |  |  |  |  |  |  |  |  |  |  |  |  |  |  |  |  |                                                 |                                                 |                                                 |                                                 |                                                 |                                                 |  |  | 로베르 르 포르 († 866) 네우스트리아 후작    |                                             |                                             |                                             |                                             |                                             |  |  |                                                  |                                                  |                                                  |                                                  |                                                  |                                                  |  |  |                                      |                                      |                                      |                                      |                                      |                                      |  |  |                                          |                                          |                                          |                                          |                                          |                                          |  |  |                        |                        |                        |                        |                        |                        |  |  |  |  |  |  |  |  |  |  |  |  |  |  |  |  |  |  |  |  |
|  |  |  |  |  |  |  |  |  |  |  |  |  |  |  |  |  |  |  |  |  |  |  |  |                                                 |                                                 |                                                 |                                                 |                                                 |                                                 |  |  |                                             |                                             |                                             |                                             |                                             |                                             |  |  |                                                  |                                                  |                                                  |                                                  |                                                  |                                                  |  |  |                                      |                                      |                                      |                                      |                                      |                                      |  |  |                                          |                                          |                                          |                                          |                                          |                                          |  |  |                        |                        |                        |                        |                        |                        |  |  |  |  |  |  |  |  |  |  |  |  |  |  |  |  |  |  |  |  |
|  |  |  |  |  |  |  |  |  |  |  |  |  |  |  |  |  |  |  |  |  |  |  |  |                                                 |                                                 |                                                 |                                                 |                                                 |                                                 |  |  |                                             |                                             |                                             |                                             |                                             |                                             |  |  |                                                  |                                                  |                                                  |                                                  |                                                  |                                                  |  |  |                                      |                                      |                                      |                                      |                                      |                                      |  |  |                                          |                                          |                                          |                                          |                                          |                                          |  |  |                        |                        |                        |                        |                        |                        |  |  |  |  |  |  |  |  |  |  |  |  |  |  |  |  |  |  |  |  |
|  |  |  |  |  |  |  |  |  |  |  |  |  |  |  |  |  |  |  |  |  |  |  |  | 외드 프랑스 국왕 파리 백작 († 898) x 테오드라드 | 외드 프랑스 국왕 파리 백작 († 898) x 테오드라드 | 외드 프랑스 국왕 파리 백작 († 898) x 테오드라드 | 외드 프랑스 국왕 파리 백작 († 898) x 테오드라드 | 외드 프랑스 국왕 파리 백작 († 898) x 테오드라드 | 외드 프랑스 국왕 파리 백작 († 898) x 테오드라드 |  |  |                                             |                                             |                                             |                                             |                                             |                                             |  |  | 로베르 1세 프랑스 국왕 네우스트리아 후작 († 923) | 로베르 1세 프랑스 국왕 네우스트리아 후작 († 923) | 로베르 1세 프랑스 국왕 네우스트리아 후작 († 923) | 로베르 1세 프랑스 국왕 네우스트리아 후작 († 923) | 로베르 1세 프랑스 국왕 네우스트리아 후작 († 923) | 로베르 1세 프랑스 국왕 네우스트리아 후작 († 923) |  |  |                                      |                                      |                                      |                                      |                                      |                                      |  |  |                                          |                                          |                                          |                                          |                                          |                                          |  |  |                        |                        |                        |                        |                        |                        |  |  |  |  |  |  |  |  |  |  |  |  |  |  |  |  |  |  |  |  |
|  |  |  |  |  |  |  |  |  |  |  |  |  |  |  |  |  |  |  |  |  |  |  |  | 외드 프랑스 국왕 파리 백작 († 898) x 테오드라드 | 외드 프랑스 국왕 파리 백작 († 898) x 테오드라드 | 외드 프랑스 국왕 파리 백작 († 898) x 테오드라드 | 외드 프랑스 국왕 파리 백작 († 898) x 테오드라드 | 외드 프랑스 국왕 파리 백작 († 898) x 테오드라드 | 외드 프랑스 국왕 파리 백작 († 898) x 테오드라드 |  |  |                                             |                                             |                                             |                                             |                                             |                                             |  |  | 로베르 1세 프랑스 국왕 네우스트리아 후작 († 923) | 로베르 1세 프랑스 국왕 네우스트리아 후작 († 923) | 로베르 1세 프랑스 국왕 네우스트리아 후작 († 923) | 로베르 1세 프랑스 국왕 네우스트리아 후작 († 923) | 로베르 1세 프랑스 국왕 네우스트리아 후작 († 923) | 로베르 1세 프랑스 국왕 네우스트리아 후작 († 923) |  |  |                                      |                                      |                                      |                                      |                                      |                                      |  |  |                                          |                                          |                                          |                                          |                                          |                                          |  |  |                        |                        |                        |                        |                        |                        |  |  |  |  |  |  |  |  |  |  |  |  |  |  |  |  |  |  |  |  |
|  |  |  |  |  |  |  |  |  |  |  |  |  |  |  |  |  |  |  |  |  |  |  |  |                                                 |                                                 |                                                 |                                                 |                                                 |                                                 |  |  |                                             |                                             |                                             |                                             |                                             |                                             |  |  |                                                  |                                                  |                                                  |                                                  |                                                  |                                                  |  |  |                                      |                                      |                                      |                                      |                                      |                                      |  |  |                                          |                                          |                                          |                                          |                                          |                                          |  |  |                        |                        |                        |                        |                        |                        |  |  |  |  |  |  |  |  |  |  |  |  |  |  |  |  |  |  |  |  |
|  |  |  |  |  |  |  |  |  |  |  |  |  |  |  |  |  |  |  |  |  |  |  |  | 기                                              | 기                                              | 기                                              | 기                                              | 기                                              | 기                                              |  |  | 아델 x 에르베르 2세 베르망두아 백작 († 943) | 아델 x 에르베르 2세 베르망두아 백작 († 943) | 아델 x 에르베르 2세 베르망두아 백작 († 943) | 아델 x 에르베르 2세 베르망두아 백작 († 943) | 아델 x 에르베르 2세 베르망두아 백작 († 943) | 아델 x 에르베르 2세 베르망두아 백작 († 943) |  |  | 에마 (894 † 934) x 라울 프랑스 국왕              | 에마 (894 † 934) x 라울 프랑스 국왕              | 에마 (894 † 934) x 라울 프랑스 국왕              | 에마 (894 † 934) x 라울 프랑스 국왕              | 에마 (894 † 934) x 라울 프랑스 국왕              | 에마 (894 † 934) x 라울 프랑스 국왕              |  |  | 위그 르 그랑 (898 † 956) 프랑크 공작 | 위그 르 그랑 (898 † 956) 프랑크 공작 | 위그 르 그랑 (898 † 956) 프랑크 공작 | 위그 르 그랑 (898 † 956) 프랑크 공작 | 위그 르 그랑 (898 † 956) 프랑크 공작 | 위그 르 그랑 (898 † 956) 프랑크 공작 |  |  |                                          |                                          |                                          |                                          |                                          |                                          |  |  |                        |                        |                        |                        |                        |                        |  |  |  |  |  |  |  |  |  |  |  |  |  |  |  |  |  |  |  |  |
|  |  |  |  |  |  |  |  |  |  |  |  |  |  |  |  |  |  |  |  |  |  |  |  | 기                                              | 기                                              | 기                                              | 기                                              | 기                                              | 기                                              |  |  | 아델 x 에르베르 2세 베르망두아 백작 († 943) | 아델 x 에르베르 2세 베르망두아 백작 († 943) | 아델 x 에르베르 2세 베르망두아 백작 († 943) | 아델 x 에르베르 2세 베르망두아 백작 († 943) | 아델 x 에르베르 2세 베르망두아 백작 († 943) | 아델 x 에르베르 2세 베르망두아 백작 († 943) |  |  | 에마 (894 † 934) x 라울 프랑스 국왕              | 에마 (894 † 934) x 라울 프랑스 국왕              | 에마 (894 † 934) x 라울 프랑스 국왕              | 에마 (894 † 934) x 라울 프랑스 국왕              | 에마 (894 † 934) x 라울 프랑스 국왕              | 에마 (894 † 934) x 라울 프랑스 국왕              |  |  | 위그 르 그랑 (898 † 956) 프랑크 공작 | 위그 르 그랑 (898 † 956) 프랑크 공작 | 위그 르 그랑 (898 † 956) 프랑크 공작 | 위그 르 그랑 (898 † 956) 프랑크 공작 | 위그 르 그랑 (898 † 956) 프랑크 공작 | 위그 르 그랑 (898 † 956) 프랑크 공작 |  |  |                                          |                                          |                                          |                                          |                                          |                                          |  |  |                        |                        |                        |                        |                        |                        |  |  |  |  |  |  |  |  |  |  |  |  |  |  |  |  |  |  |  |  |
|  |  |  |  |  |  |  |  |  |  |  |  |  |  |  |  |  |  |  |  |  |  |  |  |                                                 |                                                 |                                                 |                                                 |                                                 |                                                 |  |  |                                             |                                             |                                             |                                             |                                             |                                             |  |  |                                                  |                                                  |                                                  |                                                  |                                                  |                                                  |  |  |                                      |                                      |                                      |                                      |                                      |                                      |  |  |                                          |                                          |                                          |                                          |                                          |                                          |  |  |                        |                        |                        |                        |                        |                        |  |  |  |  |  |  |  |  |  |  |  |  |  |  |  |  |  |  |  |  |
|  |  |  |  |  |  |  |  |  |  |  |  |  |  |  |  |  |  |  |  |  |  |  |  |                                                 |                                                 |                                                 |                                                 |                                                 |                                                 |  |  | 베아트리스 드 프랑스 x 바르의 프레데릭 1세  | 베아트리스 드 프랑스 x 바르의 프레데릭 1세  | 베아트리스 드 프랑스 x 바르의 프레데릭 1세  | 베아트리스 드 프랑스 x 바르의 프레데릭 1세  | 베아트리스 드 프랑스 x 바르의 프레데릭 1세  | 베아트리스 드 프랑스 x 바르의 프레데릭 1세  |  |  | 위그 카페 프랑스 국왕 († 996)                    | 위그 카페 프랑스 국왕 († 996)                    | 위그 카페 프랑스 국왕 († 996)                    | 위그 카페 프랑스 국왕 († 996)                    | 위그 카페 프랑스 국왕 († 996)                    | 위그 카페 프랑스 국왕 († 996)                    |  |  | 에마 x 리샤르 1세 노르망디 공작      | 에마 x 리샤르 1세 노르망디 공작      | 에마 x 리샤르 1세 노르망디 공작      | 에마 x 리샤르 1세 노르망디 공작      | 에마 x 리샤르 1세 노르망디 공작      | 에마 x 리샤르 1세 노르망디 공작      |  |  | 오통 부르고뉴 공작 x 샬롱의 리에제아르드 | 오통 부르고뉴 공작 x 샬롱의 리에제아르드 | 오통 부르고뉴 공작 x 샬롱의 리에제아르드 | 오통 부르고뉴 공작 x 샬롱의 리에제아르드 | 오통 부르고뉴 공작 x 샬롱의 리에제아르드 | 오통 부르고뉴 공작 x 샬롱의 리에제아르드 |  |  | 앙리 1세 부르고뉴 공작 | 앙리 1세 부르고뉴 공작 | 앙리 1세 부르고뉴 공작 | 앙리 1세 부르고뉴 공작 | 앙리 1세 부르고뉴 공작 | 앙리 1세 부르고뉴 공작 |  |  |  |  |  |  |  |  |  |  |  |  |  |  |  |  |  |  |  |  |
|  |  |  |  |  |  |  |  |  |  |  |  |  |  |  |  |  |  |  |  |  |  |  |  |                                                 |                                                 |                                                 |                                                 |                                                 |                                                 |  |  | 베아트리스 드 프랑스 x 바르의 프레데릭 1세  | 베아트리스 드 프랑스 x 바르의 프레데릭 1세  | 베아트리스 드 프랑스 x 바르의 프레데릭 1세  | 베아트리스 드 프랑스 x 바르의 프레데릭 1세  | 베아트리스 드 프랑스 x 바르의 프레데릭 1세  | 베아트리스 드 프랑스 x 바르의 프레데릭 1세  |  |  | 위그 카페 프랑스 국왕 († 996)                    | 위그 카페 프랑스 국왕 († 996)                    | 위그 카페 프랑스 국왕 († 996)                    | 위그 카페 프랑스 국왕 († 996)                    | 위그 카페 프랑스 국왕 († 996)                    | 위그 카페 프랑스 국왕 († 996)                    |  |  | 에마 x 리샤르 1세 노르망디 공작      | 에마 x 리샤르 1세 노르망디 공작      | 에마 x 리샤르 1세 노르망디 공작      | 에마 x 리샤르 1세 노르망디 공작      | 에마 x 리샤르 1세 노르망디 공작      | 에마 x 리샤르 1세 노르망디 공작      |  |  | 오통 부르고뉴 공작 x 샬롱의 리에제아르드 | 오통 부르고뉴 공작 x 샬롱의 리에제아르드 | 오통 부르고뉴 공작 x 샬롱의 리에제아르드 | 오통 부르고뉴 공작 x 샬롱의 리에제아르드 | 오통 부르고뉴 공작 x 샬롱의 리에제아르드 | 오통 부르고뉴 공작 x 샬롱의 리에제아르드 |  |  | 앙리 1세 부르고뉴 공작 | 앙리 1세 부르고뉴 공작 | 앙리 1세 부르고뉴 공작 | 앙리 1세 부르고뉴 공작 | 앙리 1세 부르고뉴 공작 | 앙리 1세 부르고뉴 공작 |  |  |  |  |  |  |  |  |  |  |  |  |  |  |  |  |  |  |  |  |
|  |  |  |  |  |  |  |  |  |  |  |  |  |  |  |  |  |  |  |  |  |  |  |  |                                                 |                                                 |                                                 |                                                 |                                                 |                                                 |  |  |                                             |                                             |                                             |                                             |                                             |                                             |  |  | 카페 왕조                                        |                                                  |                                                  |                                                  |                                                  |                                                  |  |  |                                      |                                      |                                      |                                      |                                      |                                      |  |  |                                          |                                          |                                          |                                          |                                          |                                          |  |  |                        |                        |                        |                        |                        |                        |  |  |  |  |  |  |  |  |  |  |  |  |  |  |  |  |  |  |  |  |

위그 카페 이전, 두 명의 로베르 왕조 가문원이 카롤링거 왕조 사이에서 프랑크 왕위에 올랐는데 바로 외드 1세와 로베르 1세이다. 두 명의 왕들은 모두 로베르 르 포르의 아들이다. 로베르 르 포르의 가계는 확실치 않으며 여러 가지 이설이 존재한다. 몇몇에 따르면 로베르 르 포르는 작센 또는 게르만 기원이다. 20세기에 이뤄진 여러 역사가들의 연구는 로베르 르 포르의 가계와 생애에 대한 가설들과 확실성 여부에 대해 어느 정도 밝혀냈다.
카페왕조 개창 1000년을 맞아 1987년 앙제에서 열린 심포지엄에서 사학자 카를 페르디난트 베르네어는 연대기작가 레지농 드 프륌을 증거로 로베르 르 포르의 가계가 라인 지방에 기원을 두고있음을 확인했다. 그의 조상은 다고베르투스 1세의 상서(référendaire) 로베르처럼 메로빙거 왕조 후기에 네우스트리아에서 왕실 관련업 종사를 맡던 큰 가문을 만들었을 것이라고 사료된다. 그리고 764년 사망한 에스바예와 보름스 백작 로베르 1세처럼 아우스트라시아의 카롤링거 가문과 밀접한 친인척 관계를 가졌다고 보여졌다.

## 카페 직계
987년 프랑크 공작 위그 카페는 랭스 대주교 아달베롱의 열혈한지지로 죽은 루이 5세의 삼촌이자 카롤링거 가문의 하 로렌의 샤를을 제치고 프랑스의 왕이 되었다. 그의 치세는 대귀족들 앞에서 보인 왕의 약한 권력이 특징이다. 위그는 왕국 남부에 개입하지 못했다. 그의 영지와 그가 직접 통치하려 한 몇몇 봉신들에게만 그의 권위가 닿았다.
- 위그 카페(987–996)
- 로베르 2세 (996–1031)
- 앙리 1세(1031–1060)
- 필리프 1세(1060–1108)
- 루이 6세(1108–1137)
- 루이 7세(1137–1180)
- 필리프 2세(1180–1223)
- 루이 8세(1223–1226)
- 성 루이 9세(1226–1270)
- 필리프 3세(1271–1285)
- 필리프 4세(1285–1314)
- 루이 10세(1314–1316)
- 장 1세(1316)
- 필리프 5세(1316–1322)
- 샤를 4세(1322–1328)

## 카페 가문의 분가

### 카페 가문 계보도 개요
- 위그 카페
  - 로베르 2세
    - 앙리 1세
      - 필리프 1세
        - 루이 6세
          - 루이 7세
            - 필리프 2세
              - 루이 8세
                - 루이 9세
                  - 필리프 3세
                    - 필리프 4세
                    -  발루아 왕가
                    -  에브뢰 가문

                  -  부르봉 왕가

                -  아르투아 가문
                -  앙주 가문

            -  드뢰 가문
            -  쿠르트네 가문

      -  베르망두아 가문

    -  부르고뉴 가문

#### 필리프 3세의 후손
- 발루아 왕가 (1293–1498)
  - 발루아오를레앙 왕가 (1392–1515)
    - 오를레앙-앙굴렘 왕가 (1407–1589)

  - 발루아앙주 가문 (1356–1481)
  - 발루아부르고뉴 가문 (1364–1477)
    - 부르고뉴-브라방 가문 (1404–1430)
    - 부르고뉴-느베르 가문 (1404–1491)

  - 발루아 알랑송 가문 (1325–1525)
- 에브뢰 가문 (1303–1400)
  - 에브뢰-나바르 왕가 (1328–1425)

#### 루이 9세의 후손
- 부르봉 왕가 (1268–1503)
  - 부르봉몽팡시에 (백작가) 가문 (1443–1527)
  - 부르봉라마르셰 가문 (1356–1438)
    - 부르봉방돔 가문 (1589년부터 프랑스의 왕실)
      - 부르봉아르투아 가문 (1775–1883)
      - 스페인 보르본 왕가 (1700–현재)
        - 카를로스파 (1819–1936)
        - 알폰소파 (1819–현재)
          - 보르본앙주 가문 (1933–)
          - 보르본 가문 현 스페인 왕실 (1933–)
          - 보르본세고비아 가문, 후에 프랑스 부르봉 왕조 왕위 요구자 가문 (1933-)

        - 보르본세비야 가문 (1823–)
        - 보르본 도스-시실리아스 가문 (1751–현재)
        - 보르본-브라간사 가문 (1752–1979)
        - 보르본-파르마 가문 (1748–현재)
          - 부르봉파름 뤽샹부르, 나사우바일부르크 가문 (1919–현재)

      - 오를레앙 가문 (1661–)
        - 오를레앙느무르 가문 (1891) 후에 오를레앙스-브라간사 가문 (1814–현재)
          - 오를레앙알랑송 가문 (1844–1970)

        - 오를레앙오말 가문(1822–1872)
        - 오를레앙몽팡시에 가문 후에 오를레앙갈리에라 가문 (1824–현재)

      - 부르봉콩데 가문 (1557–1830)
        - 부르봉콩티 가문 (1629–1814)
        - 부르봉수아송 가문 (1569–1641)

      - 부르봉몽팡시에 (공작가) 가문 (1477–1608)

    - 부르봉카랑시 가문 (1393–1520)
      - 부르봉뒤상 가문 (1457-1530)

    - 부르봉프뢰 가문 (1385–1429)

#### 루이 8세의 후손
- 카페아르투아 가문 (1237–1472)
- 카페앙주 왕가 (처음에는 시칠리아 왕실, 그 후로 나폴리와 헝가리, 폴란드의 왕실) (1247–1382)
  - 앙주-나폴리 가문 (1309–1343)
  - 앙주-타란토 가문 (1294–1374)
  - 앙주-두라초 가문 (1309–1414)

#### 루이 6세의 후손
- 드뢰 가문 (1137–1345)
  - 브르타뉴계 드뢰 가문 (1213–1341)
    - 몽포르 가문 (1322–1488)
- 쿠르트네 가문 (1150–1727)
  - 루마니아계 쿠르트네 황가 (1217–1283)

#### 앙리 1세의 후손
- 베르망두아 가문 (1085–1212)

#### 로베르 2세의 후손
- 부르고뉴 가문 (1032–1361)
  - 보르고냐 왕가 (1109–1383)
    - 아비스 왕가 (1385–1580) – 카페가문 사생아 출신
      - 브라간자 왕가 (1442–현재) – 아비즈 가문 사생아 출신
        - 카다발 가문 (1645–현재)

### 카페 왕조의 군주들

#### 라틴 황제세 명 (1216–1217, 1219–1261)
- 라틴제국의 피에르 (1216–1217), 욜란다의 남편
- 라틴제국의 로베르 (1219–1228), 1221년에 제위에 오름, 피에르와 욜란다의 아들
- 보두앵 2세 (1228–1261), 1240년에 제위에 오름, 1273년 죽음, 로베르의 동생

#### 프랑스의 왕36명 (987–1792, 1814–1815, 1815–1848)
- 위그 카페(987–996)
- 로베르 2세 (996–1031)
- 앙리 1세(1031–1060)
- 필리프 1세(1060–1108)
- 루이 6세(1108–1137)
- 루이 7세(1137–1180)
- 필리프 2세(1180–1223)
- 루이 8세(1223–1226)
- 성 루이 9세(1226–1270)
- 필리프 3세(1271–1285)
- 필리프 4세(1285–1314)
- 루이 10세(1314–1316)
- 장 1세(1316)
- 필리프 5세(1316–1322)
- 샤를 4세(1322–1328)

- 필리프 6세 (Philippe VI de Valois) 샤를 드 발루아의 장자이자 필리프 3세의 손자. (1328-1350)
- 장 2세(Jean II le Bon) 필리프 6세의 아들 (1350-1364)
- 샤를 5세 (Charles V le Sage) 장 2세의 아들 (1364-1380)
- 샤를 6세 (Charles VI) 샤를 5세의 아들 (1380-1422)
- 샤를 7세 (Charles VII) 샤를 6세의 아들 (1422-1461)
- 루이 11세 (Louis XI) 샤를 7세의 아들 (1461-1483)
- 샤를 8세 (Charles VIII) 루이 11세의 아들 (1483-1498)
- 루이 12세 (Louis XII le Père du Peuple) 오를레앙 공작 샤를 1세의 아들. 프랑스의 왕 (1498-1515)
- 프랑수아 1세 (François Ier ) 샤를 도를레앙의 아들. 프랑스의 왕 (1515-1547)
- 앙리 2세 (Henri II) 프랑수아 1세의 아들 (1547-1559)
- 프랑수아 2세 (François II)앙리 2세의 아들 (1559-1560)
- 샤를 9세 (Charles IX)앙리 2세의 아들 (1560-1574)
- 앙리 3세 (Henri III)앙리 2세의 아들 (1574-1589)

- 앙리 4세(1589–1610)
- 루이 13세(1610–1643)
- 루이 14세(1643–1715)
- 루이 15세(1715–1774)
- 루이 16세(1774–1792)
- 루이 18세(1814–1815, 1815–1824)
- 샤를 10세(1824–1830)
- 루이 필리프 1세(1830–1848)

#### 포르투갈의 왕 아홉 명 (1139–1383)
- 아폰수 1세 (Afonso I) (1139–1185)

- 산슈 1세(Sancho I) (1185–1211)
- 아폰수 2세(Afonso II) (1211–1223)
- 산슈 2세(Sancho II) (1223–1247)
- 아폰수 3세(Afonso III) (1247–1279)
- 디니스 1세(Dinis I) (1279–1325)
- 아폰수 4세(Alphonse IV) (1325–1357)
- 페드루 1세(Pedro I) (1357–1367)
- 페르난두 1세(Fernando I) (1367–1383)

#### 나폴리의 왕과 여왕 11명 (1266–1442, 1700–1707, 1735–1806)
- Carlo I (1266–1285)
- Carlo II (1285–1309)
- Roberto (1309–1343)
- Giovanna I (1343–1382)
- Carlo III (1382–1386)
- Ladislao I (1386–1414)
- Giovanna II (1414–1435)
- Renato I (1435–1442)
- Flippo (1700–1707)
- Carlo VII (1735–1759)
- Ferdinando IV (1759–1806)

#### 시칠리아의 왕 4명 (1266–1282, 1700–1713, 1735–1815)
- Carlo I (1266–1285)
- Filippo (1700–1713)
- Carlo VII (1735–1759)
- Ferdinando III (1759–1815)

- 양 시칠리아의 왕 4명 (1815–1860)
  - Ferdinando I (1815–1825)
  - Francesco I (1825–1830)
  - Ferdinando II (1830–1859)
  - Francesco II (1859–1860)
- 알바니아의 왕 2명 (1272–1285, 1285–1294)
  - Charles I (1272–1285)
  - Charles II (1285–1294)
- 나바르의 왕과 여왕 16명 (1305–1441, 1572–1792)
  - Felipe I (1284–1305)
  - Luis I (1305–1316)
  - Juan I (1316)
  - Felipe II (1316–1322)
  - Carlos I (1322–1328)
  - Juana II (1328–1349)
  - Felipe III (1328–1343)
  - Carlos II (1349–1387)
  - Carlos III (1387–1425)
  - Blanca I (1425–1441)
  - Antonio I (1555–1562)
  - Enrique III (1572–1610)
  - Luis II (1610–1643)
  - Luis III (1643–1715)
  - Luis IV (1715–1774)
  - Luis V (1774–1792)

#### 폴란드의 왕과 여왕 세 명 (1370–1399, 1573–1575)
- 루드비크 (Ludwik) (1370–1382) 앙주왕조. 카지미에시 3세의 조카. 헝가리의 왕 겸임
- 마리어 (헝가리) 루드비크의 둘째딸. 남편과 공동 통치
- 야드비가 (Jadwiga) (1384–1399) 루드비크의 셋째딸. 남편과 공동 통치
- 헨리크 발레지(Henryk Walezy) (1573–1575) 선출되었음. 프랑스의 앙리 3세

#### 스페인의 왕과 여왕 11명 (1700–1808, 1813–1868, 1874–1931, 1975–현재)
- 펠리페 5세(Felipe V) (1700–1724, 1724–1746)
- 루이스 1세(Luis I) (1724)
- 페르난도 6세(Fernando VI) (1746–1759)
- 카를로스 3세(Carlos III) (1759–1788)
- 카를로스 4세(Carlos IV) (1788–1808, 1808)
- 페르난도 7세(Fernando VII) (1808, 1813–1833)
- 이사벨 2세(Isabel II) (1833–1868)
- 알폰소 12세(Alfonso XII) (1874–1885)
- 알폰소 13세(Alfonso XIII) (1886–1931)
- 후안 카를로스 1세(Juan Carlos I) (1975–2014)
- 펠리페 6세(Felipe VI) (2014–현재)

- 에트루리아의 왕 두 명 (1801–1807)
  - Ludovico I (1801–1803)
  - Carlo Ludovico (1803–1807)

- 형가리의 왕과 여왕 네 명 (1310–1386)
  - Károly I (1310–1342)
  - Lajos I (1342–1382)
  - Mária (1382–1385, 1386–1395)
  - Károly II (1385–1386)

- 알바니아의 왕 두 명 (1294–1332, 1332)
  - Philippe 1294–1332
  - Robert 1332

- 아카이아 군주, 여군주 아홉 명 (1278–1289, 1313–1322, 1333–1381, 1383–1386)
  - Carlo I (1278–1285)
  - Carlo II (1285–1289)
  - Ludovico (1313–1316)
  - Roberto (1318–1322)
  - Roberto (1333–1364)
  - Caterina (1333–1346)
  - Filippo (1364–1373)
  - Joanna I (1373–1381)
  - Carlo III (1383–1386)

- 룩셈부르크 대공 두 명 (1964 – present)
  - Jean (1964–2000)
  - Henri (2000 – present)

- 부르고뉴 공작과 여공작 21명 (956–1002, 1026–1361, 1363–1482)
  - Otton de Paris (956–965)
  - Eudes-Henri (965–1002)
  - Henri I (1026–1032)
  - Robert I (1032–1076)
  - Hugues I (1076–1079)
  - Eudes I (1079–1103)
  - Hugues II (1103–1143)
  - Eudes II (1143–1162)
  - Hugues III (1162–1192)
  - Eudes III (1192–1218)
  - Hugues IV (1218–1272)
  - Robert II (1272–1306)
  - Hugues V (1306–1315)
  - Eudes IV (1315–1349)
  - Philippe I (1349–1361)
  - Jean I, Aussi Jean II de France (1361–1363)
  - Philippe II le Hardi (1363–1404)
  - Jean II sans Peur (1404–1419)
  - Philippe III le bon (1419–1467)
  - Charles le Téméraire (1467–1477)
  - Marie la Riche (1477–1482)

- 브르타뉴의 공작과 여공작 15명 (1212–1345, 1364–1532)
  - Pierre I (1213–1237)
  - Jean I (1237–1286)
  - Jean II (1286–1305)
  - Arthur II (1305–1316)
  - Jean III (1312–1341)
  - Jean IV (1341–1345)
  - Jean V (1364–1399)
  - Jean VI (1399–1442)
  - François I (1442–1450)
  - Pierre II (1450–1457)
  - Arthur III (1457–1458)
  - François II (1458–1488)
  - Anne (1488–1514)
  - Claude (1514–1524)
  - François III(1514-1524)
  - François IV (1524–1532)

- 브라반트의 공작과 여공작 6명 (1405–1482)
  - Antoine (1406–1415)
  - Jean IV (1415–1427)
  - Philipppe I (1427–1430)
  - Philipppe II (1430–1467)
  - Charles (1467–1477)
  - Marie (1477–1482)

- 뤽샹부르의 공작과 여공자 6명 (1412–1415, 1419–1482, 1700–1713)

- 로렌 공작 세 명 (1431–1473)
  - René I (1431–1453)
  - Jean II (1453–1470)
  - Nicolas I (1470–1473)

- 두라초 공작과 여공작 3명 (1332–1336, 1336–1348, 1348–1368, 1366–1368, 1376)
- 1 Duchess of Guelders (1477–1482)
- 1 Duchess of Limburg (1477–1482)
- 1 Duke of Milan (1700–1713)
- 7 Dukes and Duchess of Parma (1731–1735, 1748–1802, 1814–1859)
- 2 Duchess and Duke of Lucca (1817–1847)
- 7 Margraves and Marchionesses of Namur (1217–1237, 1429–1482, 1700–1713)
- 9 Counts and Countesses of Provence (1245–1481)
- 1 Count of Portugal (1093–1112)
- 8 Counts and Countesses of Burgundy (Franche-Comté) (1329–1382, 1383–1482)
- 6 Counts and Countesses of Hainaut (1253–1256, 1417–1482, 1700–1713)
- 6 Counts and Countesses of Flanders (1383–1482, 1700–1713)
- 3 Counts and Countesses of Holland (1433–1482)
- 3 Counts and Countesses of Zeeland (1433–1482)

### Descida ilegítima
- 2 Imperador do Brasil
  - Pedro I o Libertador (1822–1831)
  - Pedro II o Magnânimo (1831–1889)
- 20 Lista de monarcas de Portugal
  - João I o Merste de Avis 1385–1433
  - Duarte I o Eloquente 1433–1438
  - Afonso V o Africano 1438–1481
  - João II o Príncipe Perfeito 1481–1495
  - Manuel I o Venturoso 1495–1521
  - João III o Piedoso 1521–1557
  - Sebastião I o Desejado 1557–1578
  - Henrique I o Casto 1578–1580
  - D, António, Prior do Crato 1580 (Disputado)
  - João IV o Restaurador (1640–1656)
  - Afonso VI o Vitorioso (1656–1683)
  - Pedro II o Pacífico (1683–1706)
  - João V o Magnânimo (1706–1750)
  - José I o Reformador (1750–1777)
  - Pedro III o Edificador (1777–1786)
  - Maria I a Piedosa (1777–1816)
  - João VI o Clemente (1816–1826)
  - Pedro IV o Rei-Soldado (1826)
  - Miguel I o Rei-Absoluto (1828–1834)
  - Maria II a Educadora (1826–1853)
  - Pedro V o Esperançoso (1853-1861)
  - Luís I o Popular (1861-1889)
  - Carlos I o Martizado (1889-1908)
  - Manuel II o Partiota (1908-1910)
- 8 Duque de Bragança
- 10 Duque de Cadaval

## 발루아 왕가
발루아가 참조

### 발루아 직계 왕가
- 필리프 6세 (Philippe VI de Valois) 샤를 드 발루아의 장자이자 필리프 3세의 손자. (1328-1350)
- 장 2세(Jean II le Bon) 필리프 6세의 아들 (1350-1364)
- 샤를 5세 (Charles V le Sage) 장 2세의 아들 (1364-1380)
- 샤를 6세 (Charles VI) 샤를 5세의 아들 (1380-1422)
- 샤를 7세 (Charles VII) 샤를 6세의 아들 (1422-1461)
- 루이 11세 (Louis XI) 샤를 7세의 아들 (1461-1483)
- 샤를 8세 (Charles VIII) 루이 11세의 아들 (1483-1498)

### 발루아-오를레앙 가
샤를 5세의 아들 오를레앙 공작 루이 1세의 손자 루이 12세가 1498년 직계 왕가의 남계 후손 단절로 왕위에 올랐다.
- 루이 1세 도를레앙 (Louis Ier d'Orléans) 샤를 5세의 아들 (생몰년 1372-1407) 오를레앙 공작, 발루아 공작 (1392-1407)
- 샤를 1세 도를레앙 (Charles Ier d'Orléans) 발루아 공작 루이 1세의 아들 (생몰년 1394-1465) 오를레앙 공작, 발루아 공작 (1407-1465)

- 루이 12세 (Louis XII le Père du Peuple) 오를레앙 공작 샤를 1세의 아들, 오를레앙 공작 (1465-1498) 프랑스의 왕 (1498-1515)

### 오를레앙-앙굴렘 가
루이 12세의 삼촌 오를레앙 공작 장의 손자 프랑수아 1세가 1515년 왕위에 올랐다.
- 장 도를레앙 (Jean d'Orléans) 오를레앙 공작 루이 1세의 아들 (생몰년 1399-1467) 앙굴렘 백작 (1407-1467) , 페리고르 백작 (1407-1437)
- 샤를 도를레앙 (Charles d'Orléans) 장 도를레앙의 아들 (생몰년 1459-1496) 앙굴렘 백작 (1467-1496)

- 프랑수아 1세 (François Ier ) 샤를 도를레앙의 아들. 프랑스의 왕 (1515-1547)
- 앙리 2세 (Henri II) 프랑수아 1세의 아들 (1547-1559)
- 프랑수아 2세 (François II)앙리 2세의 아들 (1559-1560)
- 샤를 9세 (Charles IX)앙리 2세의 아들 (1560-1574)
- 앙리 3세 (Henri III)앙리 2세의 아들 (1574-1589)

## 부르봉 왕가
- 앙리 4세(1589–1610)
- 루이 13세(1610–1643)
- 루이 14세(1643–1715)
- 루이 15세(1715–1774)
- 루이 16세(1774–1792)
- 루이 18세(1814–1815, 1815–1824)
- 샤를 10세(1824–1830)

### 오를레앙 가
- 루이 필리프 1세(1830–1848)